# Jorge Schiaffino Isunza
Jorge Federico Schiaffino Isunza (10 de abril de 1947-Ciudad de México, 11 de diciembre de 2017) fue un político mexicano, miembro del Partido Revolucionario Institucional, del que fue dirigente en el entonces Distrito Federal y diputado federal.

## Biografía
Jorge Schiaffino fue abogado egresado de la Universidad Autónoma del Estado de Morelos. En el gobierno de Morelos ocupó los cargos de Secretario Particular del gobernador y director de Adquisiciones. Además fue subdirector de Servicios Sociales del Instituto de Seguridad y Servicios Sociales de los Trabajadores del Estado (ISSSTE) y director de operación del Sistema de Transportes Eléctricos del Distrito Federal.
En 1988 fue postulado candidato del PRI a diputado federal por el Distrito 26 del Distrito Federal. En la elección de aquel año el PRI perdió muchos de los cargos en el Distrito Federal; sin embargo Schiaffino logró ser elegido en su distrito, ejerciendo el cargo a la LIV Legislatura de aquel año a 1991.
A partir de 1991, gran parte de su actividad política se desarrolló en el PRI del Distrito Federal. Ese mismo año fue elegido a la II Asamblea de Representantes del Distrito Federal y luego se desempeñó como secretario técnico de la Mesa de la Reforma Política del Distrito Federal.
El 31 de agosto de 2000 asumió la dirigencia del PRI en el Distrito Federal con carácter de Delegado General por nombramiento de Dulce María Sauri Riancho, entonces líder nacional del PRI y en sustitición de Óscar Levín Coppel. cargo en el que permaneció hasta 2005 en que fue suplido por María de los Ángeles Moreno y al que volvió entre 2007 y 2008.
En 2006 fue elegido diputado plurinominal a la IV Legislatura de la Asamblea Legislativa del Distrito Federal en la que fue coordinador de los diputados del PRI, concluyendo su periodo en 2009. En 2009 fue candidato del PRI a diputado federal por el Distrito 15 y en 2012 a Jefe Delegacional de Cuauhtémoc, no habiendo logrado la victoria en ninguna de las dos contiendas.
Se desempeñó como delegado del PRI en Baja California Sur, cargo que ostentó desde el finales del 2014 hasta junio de 2016, cuando fue nombrado delegado de su partido en el estado de San Luis Potosí hasta antes de su muerte.
Falleció en la Ciudad de México el 11 de diciembre de 2017, a consecuencia de un padecimiento cardiaco.